# Стефан Брезински
Стефан Христов Брезински e български езиковед, журналист, професор. Дългогодишен преподавател в Софийския университет „Св. Климент Охридски“, автор на 14 книги. Наричан е баща на българската журналистическа стилистика.

## Биография
Роден е на 9 януари 1932 в гр. Златарица, Великотърновска област. Висше образование завършва в Софийския държавен университет, специалност „Българска филология“. От 1959 г. е хоноруван асистент, от 1961 г. – редовен асистент, от 1973 г. – доцент, от 1984 г. – професор в Катедрата по български език на Факултета по славянски филологии на СУ.
Член е на Съюза на българските журналисти.
Години наред води рубрика за езикови проблеми във в. „Труд“, а от 2012 г. – във в. „Преса“ и в. „Дума“. В нея засяга проблеми от областта на ортографията, , но също и от областите на фонетиката, морфологията, синтаксиса, лексикологията, психо- и социолингвистиката, етимологията, фразеологията, историческата граматика, диалектологията и стилистиката. Така Брезински, като проф. Владко Мурдаров (водещи телевизионно предаване за езикови въпроси по БНТ), е сред малкото широко популярни български езиковеди.
Последните повече от 10 години от живота си прекарва в Ново село, Видинско, като увековечава новоселяни и говора им в книгата си „Мацакурци ли?“ (2001) Умира на 11 януари 2018 г.